# Вавилон 5: В началото
„Вавилон 5: В началото“ (на английски: Babylon 5: In the Beginning) е американски научнофантастичен филм от 1998 г., част от поредицата за Вавилон 5. Филмът е заснет след края на телевизионния сериал. Сценарист на продукцията е Дж. Майкъл Стразински, а неин режисьор е Майкъл Веджар. Главните роли се изпълняват от познатите от сериала актьори Брус Бокслайтнър, Мира Фърлан, Питър Джурасик, Андреас Кацулас Ричард Бигс и Клаудия Крисчън. Включени са и няколко сцени с Майкъл О'Хеър, които са част от епизода „И небето пълно със звезди“ (на английски: „And The Sky Full Of Stars“).

## Сюжет
Внимание:  Текстът по-долу разкрива сюжета на произведението (или части от него)!
Филмът проследява събитията, довели до войната между Земята и Минбари и последиците, до които може да доведе човешката арогантност и самоувереност. Годината е 2245. Земният Съюз разширява успешно своите граници, но главнокомандващите офицери започват да се интересуват от един конкретен сектор от космоса, където живее непознатата раса Минбари. Младият посланик Лондо Молари се опитва безуспешно да убеди генерал Лефкорт, че хората трябва да бъдат изключително внимателни с тази древна цивилизация. Лефкорт предлага на лейтенант-командир Джон Шеридан да се включи в мисията на кораба „Прометей“, който трябва да осъществи първи контакт с Минбарите, но младият офицер отказва с мотива, че няма доверие на капитана на кораба – Майкъл Янковски.
Водачът на рейнджърите Ленон предупреждава Сивия Съвет, че според древно пророчество расата на Сенките ще се завърне съвсем скоро. Съветът решава да отиде лично до планетата За Ха Дум и да провери съществува ли реална опасност. В своите покои лидерът на Минбарите – Дукат има за съветници двама Ворлони, единият от които се казва Кош. Дукат предлага своята ученичка Делен от клана Миър за член на Сивия Съвет и нейната кандидатура е приета. Междувременно група земни кораби, начело с „Прометей“, приближават конвоя на Минбарите. Заради мощния електромагнитен импулс, излъчван от Минбарските кръстосвачи, уредите на земните кораби отказват да работят. Капитан Янковски приема това като прелюдия към възможна атака и заповядва на подчинените си да открият огън по врага, в резултат на което важна секция от кръстосвача на Сивия Съвет е разрушена, а Дукат е мъртъв. Разгневена заради смъртта на своя ментор, Делен дава своя решаващ глас и войната между двете раси избухва.
В хода на тригодишната война Минбарите напредват все повече към Земята. Младата Сюзан Иванова изпраща брат си Ганя на фронта без да подозира, че няма да го види повече. Д-р Франклин отказва да даде записките си върху физиологията на Минбарите, които могат да бъдат използвани за създаването на биологични оръжия, затова е арестуван като предател. Джон Шеридан успява да постигне победа срещу флагманския кораб на врага, наречен „Черната Звезда“, и се превръща в герой. Делен разбира от Кош, че хората са ключова раса за евентуалната победа над Сенките и че войната трябва да бъде прекратена.
Постепенно Минбарите достигат Земята, където се провежда финалната битка от тригодишната война. След като целият му ескадрон е унищожен, Джефри Синклер се опитва да се разбие в един от вражеските кръстосвачи. Той е заловен от Минбарите, които откриват, че той носи душата на техния духовен лидер Вейлън. Тъй като „Минбари не убиват Минбари“, опустошителната война е прекратена. Президентът на Земния Съюз създава нов проект за космическа станция, наречен „Вавилон“.